# Koldo Aguirre
Pour les articles homonymes, voir Aguirre.
Luis María Aguirre Vidaurrázaga, né le 27 avril 1939 à Sondika dans le Pays basque (Espagne) et mort le 3 juillet 2019 à Bilbao (Espagne), connu sous le nom de Koldo Aguirre, est un footballeur (milieu de terrain) espagnol devenu entraîneur de football.

## Biographie

### Carrière en club
Au cours de sa carrière de joueur, Koldo Aguirre dispute 234 matchs en première division espagnole, inscrivant 44 buts dans ce championnat.
Il joue quatre finales de Coupe d'Espagne avec le club de l'Athletic Bilbao.

### Carrière en équipe nationale
Koldo Aguirre reçoit 7 sélections en équipe d'Espagne entre 1961 et 1965.
Il joue son premier match en équipe nationale le 19 avril 1961 contre le Pays de Galles et son dernier le 8 mai 1965 contre l'Écosse.
Il joue 4 matchs comptant pour les tours préliminaires de la coupe du monde 1962.

### Carrière d'entraîneur
Koldo Aguirre est finaliste de la Coupe de l'UEFA en 1977 avec l'Athletic Bilbao (finale perdue face à la Juventus de Turin).
Il dirige un total de 314 matchs dans les trois premières divisions espagnoles.

## Palmarès

### Joueur
- Vainqueur de la Coupe d'Espagne en 1958 et 1959 avec l'Athletic Bilbao
- Finaliste de la Coupe d'Espagne en 1966 et 1967 avec l'Athletic Bilbao

### Entraîneur
- Finaliste de la Coupe de l'UEFA en 1977 avec l'Athletic Bilbao
- Finaliste de la Coupe d'Espagne en 1977 avec l'Athletic Bilbao